# Journal of Mass Spectrometry
Journal of Mass Spectrometry (abrégé en J. Mass Spectrom. ou JMS) est une revue scientifique à comité de lecture. Ce mensuel publie des articles de recherches originales dans le domaine de la spectrométrie de masse.
D'après le Journal Citation Reports, le facteur d'impact de ce journal était de 2,379 en 2014. L'actuel directeur de publication est Richard M. Caprioli.

## Histoire
Le journal est issu de la réunion de deux titres :
- Organic Mass Spectrometry, 1968-1994  (ISSN 0030-493X)
- Biological Mass Spectrometry, 1974-1994  (ISSN 1052-9306)